# Smiliini
Smiliini  (лат.) — триба равнокрылых насекомых из семейства горбаток (Membracidae).
Неотропика и Неарктика (от тропиков до регионов с умеренным климатом). Род Xantholobus эндемик Северной Америки (встречается только в США и Канаде), а род Atymnina эндемичен для неотропической части Мексики. Длина самок обычно менее 8 мм (исключения: Grandolobus, Godingia, Smilia, и некоторые Cyrtolobus spp.). Голова с прямым дорсальным краем (или слегка изогнутым). Передние крылья с разделёнными у основания жилками R, M и Cu.
Пронотум разнообразной формы, простой, вздутый, выступает назад и нависает над скутеллюмом. В передних крыльях жилка r-m отсутствует. Голени простые. Тазики и вертлуги задних ног невооружённые. Голени задней пары ног с 3 продольными рядами капюшоновидных сет (cucullate setae). Многие виды развиваются на растениях рода Quercus.
.

## Систематика
9 родов. Ранее Smiliini в широком таксономическом объёме включала более 20 родов с учётом ныне отдельной трибы Telamonini
- Ashmeadea Goding, 1892
- Atymna Stål, 1867
- Atymnina Plummer, 1938
- Cyrtolobus Goding, 1892
- Godingia Fowler, 1896
- Grandolobus  Ball, 1932
- Ophiderma  Fairmaire, 1846
- Smilia  Germar, 1833
- Xantholobus  Van Duzee, 1908